# Oleg Mądry
Oleg Mądry (ok. 845–912; starorus. Ольгъ, Ѡльгъ вѣщїи, staronord. Helgi, ukr. Олег Віщий, ros. Олег Вещий) – książę zwierzchni Rusi w latach 879–912, następca i krewny Ruryka.

## Życiorys
Oleg objął władzę nad Rusią Nowogrodzką po śmierci Ruryka w 879 roku, z powodu niepełnoletności syna Ruryka – Igora Rurykowicza. Szybko jednak umocnił swą władzę i nie oddał jej Igorowi aż do śmierci.
W 882 Oleg przyłączył do Rusi Nowogrodzkiej Smoleńsk i jak podaje Powieść minionych lat, w tym samym roku ruszył na Kijów, którym władali dawni towarzysze Ruryka, Askold i Dir. Oleg podbił Kijów, a Askolda i Dira prawdopodobnie zwabił w pułapkę i rozkazał skrytobójczo zamordować. Wkrótce po tych wydarzeniach Oleg z przyczyn geopolitycznych przeniósł stolicę swego państwa z Nowogrodu Wielkiego do Kijowa, co dało początek Rusi Kijowskiej. 
Wiadomości źródłowe na temat Olega są skąpe i nie zawsze pewne, ale wiadomo, że przyczynił się on do zjednoczenia wschodniej Słowiańszczyzny, podporządkowując sobie m.in. plemiona Siewierzan, Dulebów, Tywerców i innych. Walczył też z koczowniczymi Chazarami, którzy stanowili wielkie zagrożenie dla plemion ruskich. O tym wspomina też Aleksandr Puszkin w swoim wierszu:

Как ныне сбирается вещий Олег
Отмстить неразумным хазарам...
I oto wybiera się Oleg, kniaź wieszczy

Nieść zemstę zuchwałym Chazarom
(tłum. Mieczysław Jastrun)

Oleg nawiązał także kontakty handlowe i polityczne z Bizancjum. W 907 roku wyruszył na wyprawę do Konstantynopola, co zaowocowało podpisaniem w 911 roku pokoju z cesarzem bizantyńskim Leonem VI i pierwszej w dziejach Rusi umowy handlowej. 
Oleg zmarł w roku 912. Według Powieści minionych lat, pogański czarownik obwieścił mu, że zginie z powodu swojego ukochanego konia. Oleg trzymał się od niego daleko, a kiedy dowiedział się, że koń już dawno nie żyje, zapragnął zobaczyć jego szczątki. Gdy Oleg nastąpił na czaszkę konia, wyśmiał wróżbitę, ale wówczas wypełzł z czaszki wąż, który śmiertelnie ukąsił Olega.